# Carl-Eric Creutz
Carl-Eric Creutz, född 14 juni 1911 i Padasjoki, död 5 juni 2000 i Helsingfors, var en finländsk radioman, populärt kallad "Radiogreven". 
Creutz blev student vid Nya Svenska Läroverket. Creutz var anmälare vid Finlands rundradio 1939–1976 och chefsanmälare från 1956. Han var programredaktör vid svenska programsektionen 1946–1956. Hans röst blev välkänd för radiolyssnarna i hela landet under de många åren vid radion. Han var också speaker vid inspelningen av flera kortfilmer och läste in talböcker på svenska och finska.

## Utmärkelser
- Riddartecknet av I klass av Finlands Vita Ros’ orden[1]
- Finlands Olympiska förtjänstmedalj[1]

[Redigera Wikidata]